# Premierzy Szwecji
Premier jest szefem rządu Szwecji od roku 1876, kiedy ustanowiono to stanowisko. Do tego momentu Szwecja nie miała formalnego przywódcy rządu. Pierwszym szwedzkim premierem został Louis De Geer.

## Premierzy Zjednoczonego Królestwa Szwecji i Norwegii (1876–1905)
| #   | Imię i Nazwisko                      | Portret | Kadencja             | Kadencja             | Partia polityczna | Partia polityczna         | Rząd |
| #   | Imię i Nazwisko                      | Portret | Od                   | Do                   | Partia polityczna | Partia polityczna         | Rząd |
| --- | ------------------------------------ | ------- | -------------------- | -------------------- | ----------------- | ------------------------- | ---- |
| 1   | Louis Gerhard De Geer (1818–1896)    |         | 20 marca 1876        | 19 kwietnia 1880     |                   | Bezpartyjny               | •    |
| 2   | Arvid Posse (1820–1901)              |         | 19 kwietnia 1880     | 13 czerwca 1883      |                   | Lantmannapartiet          | •    |
| 3   | Carl Johan Thyselius (1811–1891)     |         | 13 czerwca 1883      | 16 maja 1884         |                   | Bezpartyjny               | •    |
| 4   | Oscar Robert Themptander (1844–1897) |         | 16 maja 1884         | 6 lutego 1888        | •                 | Bezpartyjny               |      |
| 5   | Gillis Bildt (1820–1894)             |         | 6 lutego 1888        | 12 października 1889 | •                 | Bezpartyjny               |      |
| 6   | Gustaf Åkerhielm (1833–1900)         |         | 12 października 1889 | 10 lipca 1891        |                   | Protektionistiska partiet | •    |
| 7   | Erik Gustaf Boström (1842–1907)      |         | 10 lipca 1891        | 12 września 1900     |                   | Lantmannapartiet          | 1    |
| 8   | Fredrik von Otter (1833–1910)        |         | 12 września 1900     | 5 lipca 1902         |                   | Bezpartyjny               | •    |
| (7) | Erik Gustaf Boström (1842–1907)      |         | 5 lipca 1902         | 13 kwietnia 1905     |                   | Lantmannapartiet          | 2    |
| 9   | Johan Ramstedt (1852–1935)           |         | 13 kwietnia 1905     | 2 sierpnia 1905      |                   | Bezpartyjny               | •    |
| 10  | Christian Lundeberg (1842–1911)      |         | 2 sierpnia 1905      | 7 listopada 1905     |                   | Protektionistiska partiet | •    |

## Premierzy Królestwa Szwecji (od 1905)

### Legenda
tymczasowo
| #    | Imię i Nazwisko                     | Portret              | Kadencja             | Kadencja             | Partia polityczna    | Partia polityczna            | Rząd |
| #    | Imię i Nazwisko                     | Portret              | Od                   | Do                   | Partia polityczna    | Partia polityczna            | Rząd |
| ---- | ----------------------------------- | -------------------- | -------------------- | -------------------- | -------------------- | ---------------------------- | ---- |
| 11   | Karl Staaff (1860–1915)             |                      | 7 listopada 1905     | 29 maja 1906         |                      | Liberala samlingspartiet     | 1    |
| 12   | Arvid Lindman (1862–1936)           |                      | 29 maja 1906         | 7 października 1911  |                      | Lantmanna- och borgarpartiet | 1    |
| (11) | Karl Staaff (1860–1915)             |                      | 7 października 1911  | 17 lutego 1914       |                      | Liberala samlingspartiet     | 2    |
| 13   | Hjalmar Hammarskjöld (1862–1953)    |                      | 17 lutego 1914       | 30 marca 1917        |                      | Bezpartyjny                  | •    |
| 14   | Carl Swartz (1858–1926)             |                      | 30 marca 1917        | 19 października 1917 |                      | Nationella partiet           | •    |
| 15   | Nils Edén (1871–1945)               |                      | 19 października 1917 | 10 marca 1920        |                      | Liberala samlingspartiet     | •    |
| 16   | Hjalmar Branting (1860–1925)        |                      | 10 marca 1920        | 27 października 1920 |                      | SAP                          | 1    |
| 17   | Gerhard Louis De Geer (1854–1935)   |                      | 27 października 1920 | 23 lutego 1921       |                      | Bezpartyjny                  | •    |
| 18   | Oscar von Sydow (1873–1936)         |                      | 23 lutego 1921       | 13 października 1921 | •                    | Bezpartyjny                  |      |
| (16) | Hjalmar Branting (1860–1925)        |                      | 13 października 1921 | 19 kwietnia 1923     |                      | SAP                          | 2    |
| 19   | Ernst Trygger (1857–1943)           |                      | 19 kwietnia 1923     | 18 października 1924 |                      | Nationella partiet           | •    |
| (16) | Hjalmar Branting (1860–1925)        |                      | 18 października 1924 | 24 stycznia 1925     |                      | SAP                          | 3    |
| 20   | Rickard Sandler (1884–1964)         |                      | 24 stycznia 1925     | 7 czerwca 1926       | •                    | SAP                          |      |
| 21   | Carl Gustaf Ekman (1872–1945)       |                      | 7 czerwca 1926       | 2 października 1928  |                      | Frisinnade folkpartiet       | 1    |
| (12) | Arvid Lindman (1862–1936)           |                      | 2 października 1928  | 7 czerwca 1930       |                      | Lantmanna- och borgarpartiet | 2    |
| (21) | Carl Gustaf Ekman (1872–1945)       |                      | 7 czerwca 1930       | 6 sierpnia 1932      |                      | Frisinnade folkpartiet       | 2    |
| 22   | Felix Hamrin (1875–1937)            |                      | 6 sierpnia 1932      | 24 września 1932     | •                    | Frisinnade folkpartiet       |      |
| 23   | Per Albin Hansson (1885–1946)       |                      | 24 września 1932     | 19 czerwca 1936      |                      | SAP                          | 1    |
| 24   | Axel Pehrsson-Bramstorp (1883–1954) |                      | 19 czerwca 1936      | 28 września 1936     |                      | Bondeförbundet               | •    |
| (23) | Per Albin Hansson (1885–1946)       |                      | 28 września 1936     | 13 grudnia 1939      |                      | SAP                          | 2    |
| (23) | Per Albin Hansson (1885–1946)       | 13 grudnia 1939      | 31 lipca 1945        | 3                    |                      | SAP                          |      |
| (23) | Per Albin Hansson (1885–1946)       | 31 lipca 1945        | 6 października 1946  | 4                    |                      | SAP                          |      |
| -    | Östen Undén (1886–1974)             |                      | 6 października 1946  | 4                    | 11 października 1946 | SAP                          |      |
| 25   | Tage Erlander (1901–1985)           |                      | 11 października 1946 | 1 października 1951  | 1                    | SAP                          |      |
| 25   | Tage Erlander (1901–1985)           | 1 października 1951  | 31 października 1957 | 2                    |                      | SAP                          |      |
| 25   | Tage Erlander (1901–1985)           | 31 października 1957 | 14 października 1969 | 3                    |                      | SAP                          |      |
| 26   | Olof Palme (1927–1986)              |                      | 14 października 1969 | 8 października 1976  | 1                    | SAP                          |      |
| 27   | Thorbjörn Fälldin (1926–2016)       |                      | 8 października 1976  | 18 października 1978 | C                    | 1                            |      |
| 28   | Ola Ullsten (1931–2018)             |                      | 18 października 1978 | 12 października 1979 |                      | L                            | •    |
| (27) | Thorbjörn Fälldin (1926–2016)       |                      | 12 października 1979 | 22 maja 1981         |                      | C                            | 2    |
| (27) | Thorbjörn Fälldin (1926–2016)       | 22 maja 1981         | 8 października 1982  | 3                    |                      | C                            |      |
| (26) | Olof Palme (1927–1986)              |                      | 8 października 1982  | 28 lutego 1986       |                      | SAP                          | 2    |
| 29   | Ingvar Carlsson (ur. 1934)          |                      | 1 marca 1986         | 27 lutego 1990       | 1                    | SAP                          |      |
| 29   | Ingvar Carlsson (ur. 1934)          | 27 lutego 1990       | 4 października 1991  | 2                    |                      | SAP                          |      |
| 30   | Carl Bildt (ur. 1949)               |                      | 4 października 1991  | 7 października 1994  |                      | M                            | •    |
| (29) | Ingvar Carlsson (ur. 1934)          |                      | 7 października 1994  | 22 marca 1996        |                      | SAP                          | 3    |
| 31   | Göran Persson (ur. 1949)            |                      | 22 marca 1996        | 6 października 2006  | •                    | SAP                          |      |
| 32   | Fredrik Reinfeldt (ur. 1965)        |                      | 6 października 2006  | 3 października 2014  |                      | M                            | •    |
| 33   | Stefan Löfven (ur. 1957)            |                      | 3 października 2014  | 21 stycznia 2019     |                      | SAP                          | 1    |
| 33   | Stefan Löfven (ur. 1957)            | 21 stycznia 2019     | 9 lipca 2021         | 2                    |                      | SAP                          |      |
| 33   | Stefan Löfven (ur. 1957)            | 9 lipca 2021         | 30 listopada 2021    | 3                    |                      | SAP                          |      |
| 34   | Magdalena Andersson (ur. 1967)      |                      | 30 listopada 2021    | 18 października 2022 | •                    | SAP                          |      |
| 35   | Ulf Kristersson (ur. 1963)          |                      | 18 października 2022 | nadal                |                      | M                            | •    |